# Mamie Till
Pour les articles homonymes, voir Till.
Mamie Elizabeth Till-Mobley, née Carthan le 23 novembre 1921 à Webb (Mississippi) et morte le 6 janvier 2003 à Chicago (Illinois), est une enseignante et militante américaine.  
Elle est notamment connue pour être la mère d'Emmett Till, assassiné dans le Mississippi le 28 août 1955 à l'âge de 14 ans après avoir été accusé de flirter avec une caissière blanche, Carolyn Bryant, à l'épicerie. 
Pour les funérailles de son fils à Chicago, Mamie Till insiste pour que le cercueil contenant son corps soit laissé ouvert, car, selon ses mots, « je voulais que le monde voit ce qu'ils ont fait à mon bébé ».  
Après le meurtre de son fils, elle devient enseignante et militante au sein du mouvement des droits civiques. 

## Jeunesse
Née Mamie Elizabeth Carthan le 23 novembre 1921, à Webb (Mississippi), Mamie et son frère John - ainsi que ses parents, Nash et Alma Carthan - décident de quitter le Sud au cours de la même période où des millions de Sudistes noirs ont migré vers le Nord industriel pendant la Grande migration pour échapper à la violence raciale et aux lois Jim Crow. En 1922, son père déménage à Argo, Illinois, près de Chicago. Là, dans cette petite ville industrielle, il trouve du travail à l'Argo Corn Products Refining Company. Alma Carthan rejoint son mari en janvier 1924, amenant Mamie, deux ans, avec elle. Ils s'installent dans un quartier à prédominance noire et très uni d'Argo. Quand Mamie avait 13 ans, ses parents divorcent. Dévastée, elle se lance dans ses travaux scolaires et excelle dans ses études. Alma a de grands espoirs pour elle, et bien qu'elle ait déclaré qu'à son époque « les filles avaient une ambition - se marier », elle encourage Mamie dans ses études. Même si très peu de ses pairs terminent leurs études secondaires, Mamie est la première étudiante afro-américaine à se faire une place au tableau d'honneur « A » et seulement la quatrième étudiante afro-américaine à obtenir son diplôme de l'Argo Community High School (en) à prédominance blanche. 
À l'âge de 18 ans, elle rencontre un jeune homme de New Madrid, Missouri, nommé Louis Till. Il travaille à l'Argo Corn Company, est un boxeur amateur et est populaire auprès des femmes. Ses parents désapprouve, pensant que le charismatique Till est « trop sophistiqué » pour leur fille. Sur l'insistance de sa mère, elle rompt mais la persévérante Till l'emporte, et ils se marient le 14 octobre 1940. Ils ont seulement 18 ans. Leur seul enfant, Emmett Louis Till, naît 9 mois plus tard. Ils se séparent en 1942 après que Mamie a découvert l'infidélité de son mari. Finalement, elle obtient une ordonnance restrictive à son encontre. Après avoir violé son ordonnance à plusieurs reprises, un juge force Louis Till à choisir entre l'enrôlement dans l'armée américaine ou une peine de prison. Il choisit l'armée qu'il intègre en 1943. 
En 1945, Mamie reçoit un avis du Département de la guerre l'informant, sans explication complète, que son mari a été tué pendant son service militaire en Italie. Elle dit plus tard qu'on lui a seulement dit que sa mort était due à une « faute intentionnelle » et note que la bureaucratie a frustré ses tentatives pour en savoir plus. En fait, Louis Till a été traduit en cour martiale pour meurtre d'une Italienne et viol de deux autres à Civitavecchia, en Italie. Après une longue enquête, il fut reconnu coupable et exécuté par pendaison près de Pise le 2 juillet 1945, Mais les détails de l'exécution de Till ne sont pleinement révélés que dix ans plus tard, après le meurtre de son fils Emmett et le procès qui a suivi. Au début des années 1950, Mamie et Emmett déménage dans le South Side de Chicago où elle rencontre et épouse "Pink" Bradley dont elle divorce deux ans plus tard. 

## Meurtre d'Emmett Till

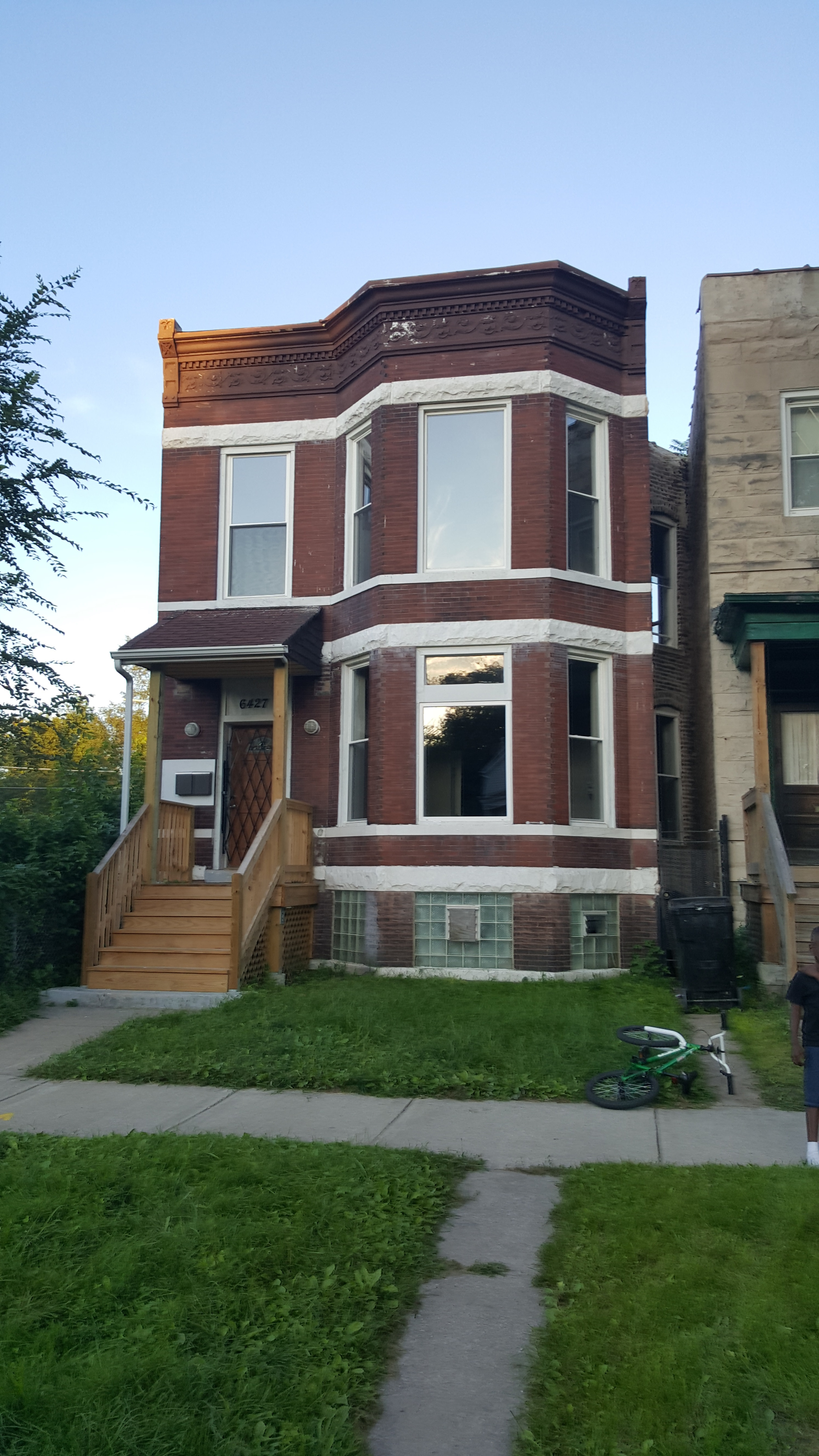
Sa maison de Chicago où vécut Emmett avant son meurtre.

En 1955, alors qu'Emmett a quatorze ans, sa mère le met dans le train pour passer l'été à rendre visite à ses cousins de Money, Mississippi. Elle ne l'a jamais revu vivant. Son fils est enlevé et brutalement assassiné le 28 août 1955, accusé d'avoir interagi de manière inappropriée avec une femme blanche. Le mois suivant, Roy Bryant et son demi-frère JW Milam sont jugés pour l'enlèvement et le meurtre de Till, mais sont acquittés par le jury composé uniquement de Blancs après un procès de cinq jours et une délibération de 67 minutes. Un juré déclare : « Si nous n'avions pas arrêté pour boire, cela n'aurait pas pris si longtemps. » Quelques mois plus tard, dans une interview accordée au magazine Look 1956, protégés contre la double incrimination, Bryant et Milam reconnaissent avoir tué Emmett Till. 
Pour les funérailles de son fils, Mamie Till insiste pour que le cercueil contenant son corps soit laissé ouvert, car, selon ses mots, « je voulais que le monde voit ce qu'ils ont fait à mon bébé ». Des dizaines de milliers de personnes voient le corps d'Emmett et des photographies circulent à travers le pays. Grâce à l'attention constante qu'elle reçoit, l'affaire Till devient emblématique de la disparité de la justice pour les Noirs dans le Sud. La NAACP demande à Mamie Till de visiter le pays pour raconter les événements de la vie et de la mort de son fils et du procès des meurtriers de celui-ci. Ce fut l'une des campagnes de financement les plus réussies que le NAACP ait jamais connues.

## Après le procès
Mamie Till est diplômée du Chicago Teachers College en 1960 (devenue l'Université d'État de Chicago en 1971) et devient enseignante, change son nom de famille en Till-Mobley (le nom de son troisième mari, Gene Mobley) et continue sa vie en tant que militante travaillant à éduquer les gens sur ce qui est arrivé à son fils. En 1976, elle obtient une maîtrise en administration à l'Université Loyola de Chicago. En 1992, Mamie Till-Mobley a l'occasion d'écouter pendant que Roy Bryant est interviewé sur son implication dans le meurtre de son fils. Bryant ignorant que Till-Mobley écoute, il affirme qu'Emmett Till a ruiné sa vie et n'exprime aucun remords : « Emmett Till est mort. Je ne sais pas pourquoi il ne peut pas rester mort. » Deux ans plus tard, en 1994, Roy Bryant meurt d'un cancer à l'âge de 63 ans. Mamie et Gene Mobley restent mariés jusqu'à la mort de Gene d'un accident vasculaire cérébral le 18 mars 2000. Mamie Till-Mobley meurt d'une insuffisance cardiaque en 2003, à l'âge de 81 ans. La même année, son autobiographie (écrite avec Christoper Benson), Death of Innocence: The Story of the Hate Crime that Changed America, est publiée. Till-Mobley est enterrée près de son fils au cimetière de Burr Oak, où sur sa tombe, on peut lire : « Sa douleur a uni une nation ». 

## Militantisme
Le militantisme de Mamie Till s'est étendu bien au-delà de ce qu'elle a fait après la mort de son fils. Cependant, depuis que la mort de son fils est devenue symbolique des nombreux lynchages dans le Sud au milieu des années 1950, certains livres d'histoire ne la mentionnent que par rapport à lui. 
Une grande partie de son travail est centrée sur l'éducation pour aider les enfants dans la pauvreté. Son militantisme dans ce domaine à lui seul a duré plus de 40 ans. Plus précisément, elle passe 23 ans à enseigner dans le système scolaire public de Chicago. Elle fonde également un groupe appelé « The Emmett Till Players », qui travaille avec les écoliers en dehors de la classe, leur apprenant à prononcer des discours pleins d'espoir et émouvants, en reprenant les mots célèbres de Martin Luther King. Le groupe se produit toujours à ce jour. Elle passe également beaucoup de temps à contribuer à la production de connaissances. Elle est fréquemment interviewée pour des films documentaires et travaille sur un livre qui est publié après sa mort. 
De plus, elle est une conférencière très recherchée. Mamie Till commence à faire des allocutions peu de temps après la mort d'Emmett. La NAACP l'embauche même pour faire une tournée de conférences à travers le pays et partager ce qui est arrivé à Emmett aux « foules débordantes », ce qui en fait l'une des tournées de collecte de fonds les plus réussies de l'histoire de la NAACP. Malgré le succès de la tournée, Mamie et la NAACP y mettent rapidement fin en raison d'un différend commercial avec le secrétaire exécutif Roy Wilkins de la NAACP au sujet du paiement pour sa présence en tournée. Même sans le soutien de la NAACP, Mamie continue d'être une conférencière influente tout au long de sa vie et prononce des allocutions jusqu'en 2000. 
Elle s'envole vers le Sud et témoigne lors du procès pour meurtre de son fils en son nom. À l'époque, l'affaire est une nouvelle importante et elle utilise cette publicité pour parler de la violence du lynchage. Depuis la mort d'Emmett, elle entretient des relations étroites avec de nombreux médias afro-américains. Ces organisations médiatiques sont relativement nouvelles au moment du meurtre d'Emmett, mais elle peut obtenir leur soutien. 
Un élément important de l'activisme de Mamie est la religion. Tout au long de sa vie, elle établit des liens entre ce qui est arrivé à Emmett et ce qui est arrivé à Jésus-Christ. Ces liens ont contribué à faire d'Emmett une figure de martyr. 
Mamie utilise son rôle de mère pour nouer des relations avec d'autres personnes et obtenir du soutien pour sa cause de justice raciale. Quelques années après la mort d'Emmett, de nombreuses militantes s'unissent autour du thème de la maternité et défendent les enfants de la même manière. Elles deviennent une force unificatrice pour d'autres mouvements sociaux comme le mouvement féministe dans les années 1960 et 1970. 

## Mémoires
Mamie Till co-écrit avec Christopher Benson ses mémoires Death of Innocence: The Story of the Hate Crime that Changed America, publiées par Random House en 2003, près de 50 ans après la mort de son fils. L'inspiration de Mamie Till pour écrire Death of Innocence est venue de l'amour pour son fils Emmett Till, de l'importance pour elle de garder son histoire vivante afin qu'elle ne se reproduise plus jamais et de mettre en lumière à quel point les sudistes blancs étaient racistes pendant ces moments cruciaux du mouvement des droits civiques. Elle meurt quelques mois seulement avant la publication finale et la sortie de son livre. 

## Dans la culture
Whoopi Goldberg annonce en 2015 des plans pour un film intitulé Till, basé sur le livre de Mamie Till et sa pièce, The Face of Emmett Till. Le film Emmett Till (Till) de Chinonye Chukwu sort en salles en 2022. Le rôle de Mamie Till-Mobley est joué par Danielle Deadwyler . 
En 2022, la mini-série Women of the Movement (en), retrace le combat de Mamie Till, elle y est incarnée par Adrienne Warren.